# Banupur
Banupur é uma vila no distrito de Haora, no estado indiano de Bengala Ocidental.

## Demografia
Segundo o censo de 2001, Banupur tinha uma população de 11 645 habitantes. Os indivíduos do sexo masculino constituem 63% da população e os do sexo feminino 37%. Banupur tem uma taxa de literacia de 66%, superior à média nacional de 59,5%; com 69% para o sexo masculino e 31% para o sexo feminino. 9% da população está abaixo dos 6 anos de idade.